# Rimshot
Le Rimshot (de (en) rim, « cercle » et shot, « tir » ou ici, littéralement, « (bruit de) coup de feu ») est une technique de batterie consistant à frapper le cercle de la caisse claire en même temps que la peau, afin d'obtenir un son plus brillant et incisif. Il peut aussi être appliqué aux toms.
Cette technique est souvent confondue avec le cross-stick (de (en) cross, « croisé », « en travers » et stick, « baguette »), qui consiste à appliquer la baguette contre la peau afin d'en étouffer le son et d'en atténuer la résonance. L'extrémité gauche de la baguette restant en contact permanent avec la peau, on soulève alors seulement l'extrémité droite afin de la frapper sur le cercle : la distance entre l'olive et le cercle fait varier la hauteur de la note obtenue. Le son produit ressemble à un clic de métronome très amplifié, proche de celui des claves frappées l'une contre l'autre.